# Eupithecia densicauda
Eupithecia densicauda là một loài bướm đêm trong họ Geometridae.